# Margareta Burbonska, kraljica Navare
Margareta Burbonska (? - Brie, 12. travnja 1256.) bila je kraljica Navare i grofica Šampanje, kći Archambauda VIII. i njegove prve žene Alise de Forez.
Udala se 1232. godine za Teobalda I. Navarskog. Bila mu je treća žena. Imali su kćer Eleonoru, koja je umrla mlada; zatim, sina Petra, kćer Margaretu (supruga Fridrika III., vojvode Lorene), sina Teobalda II. Navarskog, kćer Beatris (majka kraljice Izabele Burgundske) i sina Henrika I. Navarskog.